# Uni Mittelstrasse

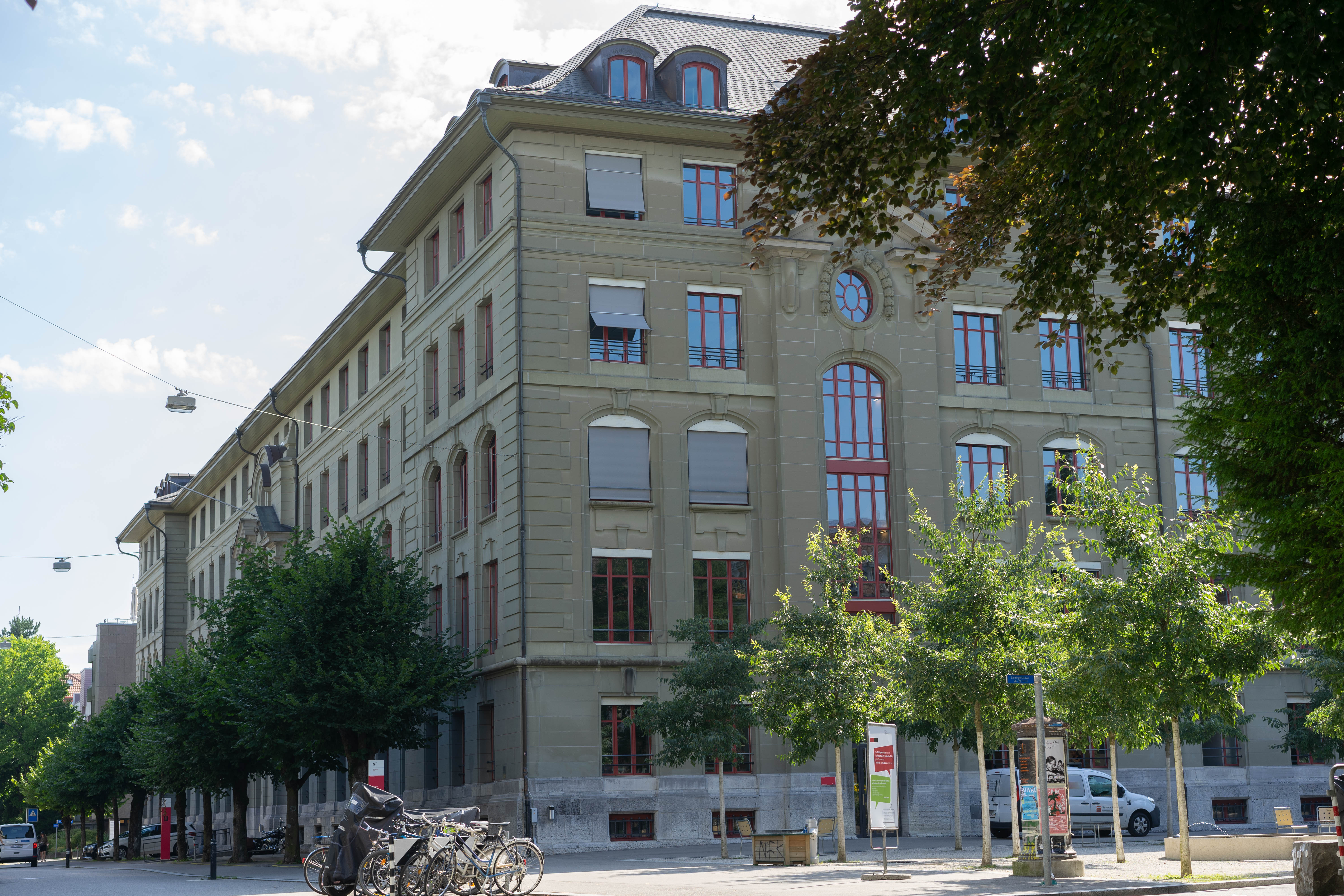
Ansicht von Westen, 2021

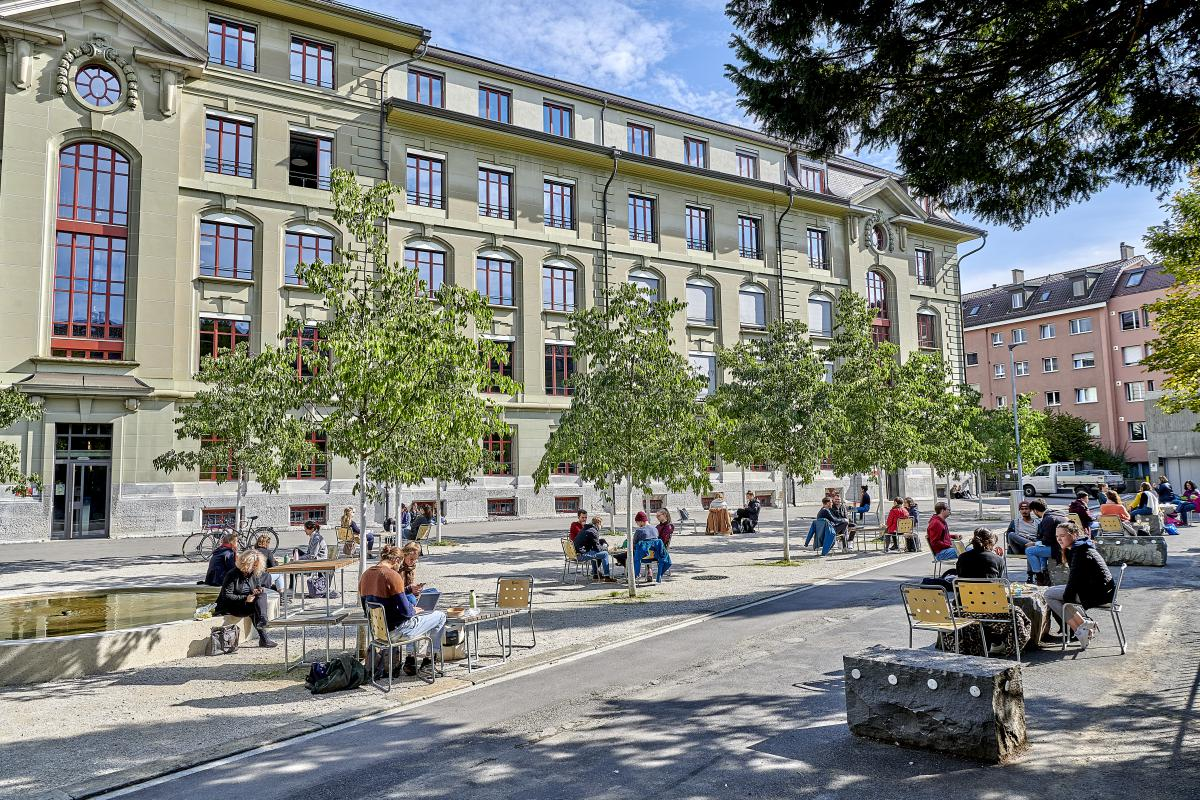
Ansicht mit dem Barbara-Lischetti-Platz, 2020

Das Gebäude der Uni Mittelstrasse ist ein Standort der Universität Bern sowie ein Baudenkmal in der Schweizer Stadt Bern. Es wurde 1903 als Verwaltungsgebäude für die Schweizerischen Bundesbahnen (SBB) errichtet. Der «riesige Baukomplex» im Stil des Neobarocks prägt das Orts- und Strassenbild.

## Lage
Das Bauwerk Mittelstrasse 43 liegt im Stadtteil II, Länggasse-Felsenau von Bern, in der «Baugruppe Brückfeld» westlich des Bierhübelis sowie des Hirschenparks. Der Aussenraum ist «von denkmalpflegerischem Interesse». Der Bau prägt das Strassenbild der östlichen Mittelstrasse und dasjenige der Brückfeldstrasse zu einem wesentlichen Anteil. Das gegenüberliegende Wohnhaus von 1874 hat den gleichen Schutzstatus und gilt als «Relikt aus einer früheren Bebauungsphase des Quartiers».

## Geschichte
Nach einem gesamtschweizerischen Wettbewerb erhielten die Neuenburger Architekten Prince & Béguin den Zuschlag. Das Bauwerk wurde als Dienstgebäude für die Schweizerischen Bundesbahnen errichtet. Bauherrin war die Generaldirektion. Die Aufstockung des Nordflügels erfolgte 1944. Das Gebäude erhielt 2016/2017 eine Gesamtsanierung mit Umbau und Erweiterung des Innenhofs. Eine Umnutzung erfolgte für die Universität Bern. Die Bibliothek Mittelstrasse wurde 2018 als Teilbibliothek der Universitätsbibliothek Bern für Archäologie, Kunstgeschichte, Musik- und Theaterwissenschaften, Geschlechterforschung und Nachhaltige Entwicklung eröffnet. Im selben Gebäude befindet sich auch die Fachbibliothek für Sozial-, Präventiv- und Hausarztmedizin PHC der Universitätsbibliothek.
Der Platz im Westen des Gebäudes wurde 2020 nach der Gleichstellungsbeauftragten und Wegbereiterin der Geschlechterforschung Barbara Lischetti benannt.
Das Bauwerk gilt als ein «frühes Beispiel für eine Niederlassung einer Verwaltung» und wurde als «schützenswert» in das Berner Bauinventar aufgenommen. Im Bundesinventars der schützenswerten Ortsbilder von nationaler Bedeutung (ISOS, aufgenommen 2001) ist das Gebäude ein «Einzelelement» mit hoher Bedeutung für den mittlerer Teil des Länggassquartiers.

## Beschreibung
Die vierflüglige und fünfgeschossige Neobarockanlage ist um einen leicht trapezförmigen Innenhof gebaut. Der Sandsteinbau von «gewaltiger Dimension» mit «monumentalen Fassaden» erhebt sich über einem Kalksteinsockel. Die Hauptfront ist der Mittelstrasse zugewandt. Sie wird von dreiachsigen Eckrisaliten eingefasst. Der einachsige Mittelrisalit nimmt den Haupteingang auf. Die beiden Seitenfassaden verzichten auf einen Mittelrisalit und eine strenge Symmetrie.

## Belege
1. 1 2 3 4  Mittelstrasse 43 im Berner Bauinventar. PDF, 1,0 MB, abgerufen am 5. März 2025.
2. ↑  Bundesamt für Kultur: Stadt Bern im Inventar der schützenswerten Ortsbilder der Schweiz S. 77.

Koordinaten: 46° 57′ 20,6″ N, 7° 26′ 8,4″ O; CH1903: 599775 / 200516